# 명성로
명성로(Myeongseong-ro)는 강원특별자치도 철원군 갈말읍 연봉제삼거리에서 철원군 갈말읍 군탄삼거리를 잇는 도로이다.

## 주요 경유지
강원특별자치도
- 철원군 (갈말읍)

## 노선
| 이름         | 접속 노선                     | 소재지 | 소재지 | 비고 |
| ------------ | ----------------------------- | ------ | ------ | ---- |
| 연봉제삼거리 | 국도 제43호선 (호국로)        | 철원군 | 갈말읍 |      |
| 지포교       |                               | 철원군 | 갈말읍 |      |
| 신철원사거리 | 삼부연로 명성로149번길        | 철원군 | 갈말읍 |      |
| 지포사거리   | 군탄로                        | 철원군 | 갈말읍 |      |
| 군탄사거리   | 국도 제43호선 (호국로) 갈말로 | 철원군 | 갈말읍 |      |

## 주요 건물 및 시설
- 아성다이소 신철원점 (명성로 139/지포리 105-18)
- 농협 NH농협 철원군지부 (명성로 142/신철원리 971)
- SK에너지 ACT대리점 신철원본점 (명성로 143-1/지포리 105-12)
- 시외버스터미널 신철원 (명성로 154/신철원리 977-8)
- 갈말읍사무소 (명성로 178/신철원리 991-1)
- 한국국토정보공사 철원지사 (명성로 194/군탄리 939-15)
- 이마트24 SMART점 (명성로 208/군탄리 339)
- 농협 춘천축산농협 철원지점 (명성로 209/군탄리 928-6)
- 갈말119안전센터 (명성로 229/군탄리 931-4)